# Керехасу, Густаво
Густаво Медейрос Керехасу (исп. Gustavo Medeiros Querejazu; 15 октября 1913, Сукре — 11 апреля 1998, Ла-Пас) — боливийский юрист, писатель и дипломат, министр иностранных дел (1969).

## Биография
В 1936 г. окончил юридический факультет Университета Сан-Франсиско-Хавьер, открыв адвокатскую практику. В Университет Буэнос-Айреса изучал международное право, работал в юридическом отделе МИД.
- 1941—1944 гг. — первый секретарь посольства Боливии в Аргентине,
- 1946—1947 гг. — генеральный секретарь Университета Святого Франциска Ксаверия, заместитель посла во Франции.
- 1947—1948 гг. — заместитель посла в Чили,
- 1949—1951 гг. — поверенный во Франции, представитель Боливии при ЮНЕСКО,
- 1951—1957 гг. — советник-посланник посольства в Бразилии,
- 1957—1964 гг. — члена Совета Высшего университета Сан-Андрес в Ла-Пасе,
- 1964—1969 гг. — постоянный представитель при Организации Объединённых Наций, в этой должности принимал участие в Конференции Организации Объединённых Наций по морскому праву (Вена, 1967),
- 1969 г. — министр иностранных дел Боливии, был участником подписания соглашения о создании Латиноамериканской ассоциации свободной торговли в Монтевидео,
- 1969—1974 гг. — посол в Аргентине, где занимался вопросами строительства железной дороги Ясуиба-Санта-Крус, открывал представительство Боливии при Европейском сообществе, вел переговоры в Бразилии о начале поставок боливийского газа,
- 1974 г. — назначен членом Постоянной палаты третейского суда в Гааге, затем работал в качестве члена морской комиссии и в Институте социологии, был редактором ряда юридических изданий, в том числе «Журнала университета Сукре» и редактором журнала Института социологии и Бюллетеня Географического общества Сукре. Преподавал в Университете Святого Франциска Ксаверия в Чукисаке, избирался вице-ректором. Вел преподавательскую деятельность ещё в нескольких высших учебных заведениях страны, в частности, в качестве профессора Дипломатической академии (1981—1989).